# CMOS
Технологија комплементарног метал-оксид-полупроводника (енгл. Complementary metal–oxide–semiconductor, CMOS) се користи за израду интегрисаних кола.  технологија се користи код микропроцесора, микроконтеролера, статичне RAM меморије и других дигиталних логичких кола.  технологија се такође користи за неколико аналогних кола као што су |слике сензоре (CMOS сензор), коннвертори података и високо интегрисани радио-примопредајници за више врста комуникација. Франк Ванлас патентирао је CMOS 1963. године.
CMOS се, такође, понекад односи и на „комплементарно-симетрични“ метал-оксид полупроводник (или COS-MOS). Фраза „комплементарно-симетриични“ односи се на чињеницу да типичан дигитални стил дизајнирања CMOS користи комплементарне и симетричне парове p типа и п типа метал оксид полупроводника (MOSFET) за логичке функције.
Две важне карактеристике CMOS уређаја јесу висок имунитет на шум и мала статичка потрошња енергије. Будући да је један транзистор у пару увек искључен, серије комбинација црпи значајну енергију, али само моментално током пребацивања из укљученог у искључено стање. Сходно томе, CMOS уређаји не производе многе беспотребне топлоте као неке друге логичке форме, на пример, транзистор-транзистор логика (ТТL) или  (N-тип MOS) логика, који обично имају неке трајне струје, чак и када се не мења стање. CMOS такође омогућава високу густину логичких функција на чипу. То је био главни разлог да CMOS постане најчешће коришћена технологија за имплементацију у VLSI чиповима.
Фраза "метал-оксид-полупроводник" односи се на физичку структуру одређених транзистора са ефектом поља, који имају електроду, метални гејт, постављену на оксидни изолатор, који је на врху полупроводничког материјала. Некада се користио алуминијум, али данас се користи полисилицијум. Други материјали гејта су се вратили у примену са појавом диелектричних материјала велике релативне пермитивности у CMOS процесу, а објавио су их IBM и Intel за 45-нанометарску и напредније технологије.

## Технички подаци
"CMOS" се односи и на посебан стил дизајна дигиталних кола и на фамилије процеса које се користе за имплементацију кола на интегрисаним колима (чиповима). CMOS коло расипа мање енергије од логичких фамилија отпорних на оптерећење. Од када се ова предност повећала и постала важнија, CMOS процеси и варијанте су почеле да доминирају, тако да се велика већина савремених интегрисаних кола производи на CMOS процесима. Од 2010. године, CPUs је са најбољим перформансама по вату сваке године, имао CMOS статичку логику од 1976. године.
CMOS кола користе комбинацију p канала и n канала матал-оксид полупроводничких теренско ефективних транзистора (MOSFETs) за имплементацију логичких врата. Иако CMOS лигика може да се имплементира са дискретним уређајима за демонстрације, комерцијални CMOS производи су интегрисана кола састављена од, до милион транзистора оба типа на правоугаоној плочи силицијума, површине између 10 и 400 mm².

## Инверзија
CMOS кола су конструисана на такав начин да сви PMOS (P-тип MOS) транзистори морају да имају или улаз из напајања или из другог PMOS транзистора. Слично, сви NMOS транзистори морају имати улаз или из земље или од другог NMOS транзистора. Састав PSMO транзистора ствара мали отпор између његовог извора и контактних одвода када су примењена ниско напонска врата и велика отпорност када су примењена високо напонска врата. Са друге стране, састав NMOS транзистора ствара велики отпор између извора и одвода када су примењена ниско напонска врата и мали отпор када су примењена високо напонска врата. CMOS остварује редукцију струје допуњујући сваки nMOSFET са pMOSFET и спајајући оба врата и оба одвода. Високи напон на вратима узрокује да nМОСФЕТ проводи а pMOSFET не порводи, док ниски напон на вратима ради супротно. Ово уређење у великој мери смањује потрошњу енергије и стварање топлоте. Међутим, током пребацивања оба MOSFET-а кратко проводе како напон на вратима иде са једног у друго стање. Ово ставара кратак прекид у напајању и постаје озбиљан проблем на високим фреквенцијама. 
Слика десно показује шта се дешава када је улаз повезан са PMOS транзистором (врх дијаграма) и NMOS транзистором (доњи део дијаграма). Када је напон на улазу А низак, NMOS транзисторски канал је у стању велике отпорности. Ово ограничава струју која може да тече од Q до земље. PMOS транзисторски канал је у стању мале отпорности и много више струје може да протекне од напајања до излаза. Пошто је отпорност између напона напајања и Q ниска, пад напона између извора напајња и Q, због стује која долази из Q, је мали. Излаз због тога региструје висок напон.
С друге стане, када је напон на улазу у А висок, PMOS транзистор је у OFF (висока отпорност) стању како би се ограничило протицање струје од позитивног извора до излаза, док је NMOS транзистор у ON (мала отпорност) стању, што омогућава излаз из одвода до земље. Пошто је отпорност између Q и земље мала, пад напона потиче због струје која бива увучена у Q, стављањем Q мало изнад земље. Мали пад је резултат ниског напона на излазу.
Укратко, излази PMOS и NMOS транзистора су комплентарни на тај начин да кад је низак улаз, излаз је висок, и када је улаз висок излаз је низак. Због оваквог понашања излаза и улаза, излаз CMOS кола је инверзан од улаза.
Напајања за CMOS се зову VDD и VSS, или VCC и земља (Ground-GND), у зависности од произвођача. VDD и VSS су преносиоци од конвенцијалног MOS кола и одржавају одвод и изворно снабдевање. Оно се не односи директно на CMOS јер су оба снабдевања реални извори снабдевања. VCC и GND су пренесени од TTL логике и та номенклатура је била задржана увођењем 54C/74C линије CMOS.

### Дуалност
Важна карактеристика CMOS кола је дуалност која постоји између његових PMOS транзистора и CMOS транзистора. CMOS коло је направљено тако да увек омогући постојање пута од излаза до или напајања или земље. Да би се ово постигло, скуп свих путева на извор напона мора да буде комплемент скупа свких путева на земљи. Ово се лако постиже дефинисањем израза НЕ од стране другог. Због Де Морганових закона базне логике, PMOS паралелни транзистори имају одговарајуће NMOS редне транзисторе, док PMOS редни транзостори имају одговарајуће NMOS паралелне транзисторе.

### Логика
Комплексније логичке функције, као оне које укључују врата И и ИЛИ, захтевају манипулисање путевима између врата при презентацији логике. Када се пут састоји од два редна транзистора, оба транзистора морају имати мали отпор за одговарајући мрежни напон, моделовање И. Када се пут састоји од два паралелна транзистора, или један или оба транзистора морају да имају мали отпор да би повезали извор мрежног напона са излазом, моделовање ИЛИ.
На десној старни је приказан је дијаграм кола са вратима НИ у CMOS логици. Ако су оба, А и В улаза, висока, онда ће оба NMOS транзистора (доња половина дијаграма) проводити, ниједан од PMOS транзистора (половина горе) неће проводити, и биће успостављен проводни пут између излаза и Vss (земље), стварајући ниски излаз. Ако су или А или Б ниски улази, један од NMOS транзистора неће проводити, један од PMOS транзистора хоће и биће успостављен проводни пут између излаза и Vdd (мрежног напона), стварајући високи излаз.
Предност CMOS над NMOS је у томе што су оба излазна транзистора, ниско-ка-високом и високо-ка-ниском, брза, пошто pull-up транзистори имају малу отпорност када се укључе, за разлику од оптерећених отпорника у NMOS логици. Додатно, излазни сигнал врти пун напон између ниских и високих шина. Овај снажан, више скоро симетричан одговор, такође прави CMOS који је отпорнији на шум.
Види Logical effort за мотод израчунавања кашњења у CMOS колу.

### Пример: Физички изглед НИ врата
Пример показује НИ логички уређај нацртан као физичка репрезентација његове произведње. Дата је перспектива физичког изгледа, „птичија перспектива“, наслаганих слојева. Коло је конструисано од p типа подлоге. Полисиликон, дифузуја, и n–well (n-рупа) се односе на "базни слој", и у ствари, они су уметнути у ровове p типа подлоге. Контакти успустављају везу продирањем кроз изолационе слојеве између базних слојева и првог металног слоја (метал 1).
Улази у НИ (представљени зеленом бојом) су у полисиликону. CMOS транзистори (уређаји) се формирају укрштањем полисиликона и дифузије; N дифузија за N уређај и Р дифузија за Р уређај (илустровано у боји лососа и у жутој боји). Излаз ("out") је спојен са металом (илустрован цијан бојом). Спојеви између метала и полисиликона или дифузије реализују се помоћу контакта (илустровани црним квадратима). Физички изглед примера одговара НИ логичком колу датом у претходном примеру.
N уређај се производи на подлози Р типа, док се Р уређај производи на N типу и n–well. „Додирнута“ подлога Р типа је је повезана са VSS и додирнути N-type n-well је повезан са VDD, да би се спречило горње затварање.
.

## Енергија: пребацивање и цурење
CMOS логика расипа мање енергије него NMOS логичка кола зато што CMOS расипа енергију само када се пребацује ("динамичка енергија"). На типичном ASIC у модерном 90 нанометарском процесу, пребацивање излаза може трајати 120 пикосекунди, а дешава се сваких 10 наносекунди. NMOS логика расипа енергију увек када је транзистор укључен, зато што постоји струјни пут од Vdd to Vss кроз оптерећени отпорник и мрежу n-типа.
Статична CMOS врата су веома енергетски ефикасна зато што је расипање енергије сведено готово на нулу у стању мировања. Раније, на потрошњу енергије CMOS уређаја није се водило много рачуна приликом дизајна чипова. Фактори као што су брзина и површина су важани фактори током дизајна. Док се CMOS технологија кретала испод суб-микронског нивоа, потрошња енергије по јединици површине чипа се изузетно повећала.
Уопштено класификовано, расипање енергије у CMOS колу се јавља услед постојања две компоненте:
- Статичко расипање
  - Под-праг проводљивости кад је транзистор искључен

NMOS и PMOS транзистори имају врата-извор напонски праг, ипод којег струја (зове се под-праг струја) кроз уређај опада експоненцијално. Историјски, CMOS дизајн ради при мрежном напону много већем од његовог напонског прага (Vdd може да буде 5 V, а Vth за NMOS и PMOS може да буде 700 mV). Специјални тип CMOS транзистора са скоро нула мрежним напонским прагом је природан транзистор.
- - Тунеловање струје коз оксидна врата

SiO2 је веома добар изолатор, али са малом дебљином нивоа електрони могу да буду тунеловани кроз веома танак изолатор; вероватноћа опада експоненцијално са дебљином оксида. Тунеловање струје постаје веома важно за транзисторе технологије испод 130 nm са оксидним вратима од 20 Å или тањим.
- - Цурење струје кроз обрнуте биас диоде

Јавља се мало супротно цурење због формирања обрнутог биаса између дуфузионих региона и рупе (јаме) (нпр. p-тип дифузије и n-рупа), рупе и подлога (нпр. n-рупа и p-подлога). У савременом процесу цурење диоде је веома мало у односу на под праг и тунеловање струје, тако да то може да се занемари током енергетских израчунавања. (Напон на улазу (или база) неког транзистора или вакуум цеви, условљавају рад уређаја у проводним стању. Када се примењује контролни напон (улазни напон) до врата, додаје се биас, који омогућава да резултантни напон буде већи или мањи, на основу збира два.)
- - Струја као последица догађаја (соntention) у сразмерним колима
- Динамичко расипање
  - Пуњење и пражњење капацитивног оптерећења

CMOS кола расипају енергију пуњењем разних капацитативних оптерећења (углавном капацитативност врата и жице, али такоће и капацитативност одвода и неких извора) кад год се замењују. У једном комплетном циклусу CMOS логике, струја протиче од VDD до капацитативног оптерећења да би га напунила, а потом тече од напуњеног капацитативног оптерећења до земље током пражњења. Зато током једног циклуса пуњења/пражњења, укупно Q=CLVDD је такво да се преноси од VDD до земље. Множи се са променом фреквенције на капациаттивном оптерећењу да би се добила употребљена струја, и множи се опет са напоном да би се добиле карактеристике замењене расуте енергије од стране CMOS уређаја: {\displaystyle P=CV^{2}f}
Пошто већина врата не раде/пребацују у сваком временском цилусу, оне су често праћене {\displaystyle \alpha } фактором, који се зове активни фактор. Сада, динамично расипање енергије може бити поново написано као {\displaystyle P=\alpha CV^{2}f}.
Сат у систему има активни фактор α=1, пошто он расте и пада у сваком циклусу. Највише података има активни фактор од 0,1. Ако се исправно капацитативно оптерећење процени на чвору заједно са његовим активним фактором, динамичко расипање енергије на том чвору може ефикасно да се израчуна.
- - Расипање снаге кратких кола

Пошто постоји коначан пораст/пад времена и за pMOS и cMOS, за време преноса, на пример, из искљученог у укључено, оба транзистора ће бити укључена за кратак временски период у коме ће струја пронаћи пут директно од VDD до земље, стварајући кратки спој. Кратко расипање енергије кола повећава се порастом и смањењем времена транзистора.
Додатни облик потрошње енергије постаје значајан 1990. године пошто жице на чипу постају уже и дуже жице правећи већи отпор. CMOS врата на крајевима тих отпорних жица виде споре улазне транзиције. У средини ових промена, и NMOS и PMOS логичке мреже су делимично проводне, и струја тече директно од Vdd до VSS. Енергија која се тако користи назива се crowbar енергија. Пажљиви дизаин, који избегава слабе избачене дугачке танке жице, је побољшао овај ефекат, а crowbar енергија је скоро увек значајно мања него енергија замене.
Да би убрзали дизаин, произвођачи су се окренули ка конструкцијама које имају ниже напонске прагове, али и зато што модерни NMOS транзистор, са Vth од 200 mV, има значајан подпраг цурења струје. Дизајни (нпр. десктоп процесора) који укључују огроман број кола која се активно не мењају, још увек троше енергију због цурења струје. Цурење енергије је значајан део укупне потрошене енергије са таквим дизајном. Виши праг CMOS (Multi-threshold CMOS - MTCMOS), сада доступан ливницама, је један од приступа управљања церењем енергије. Са MTCMOS, високи Vth транзистори се користе када брзина замене није критична, док се ниски Vth транзистори користе за осетљиве путеве брзине. Даљи технолошки напретци, који користе чак и тања диелектрична врата, имају додатну компоненту цурења због тунеловања струје кроз изузетно танка диелектрична врата. Коришћењем високе к-диелектрике, уместо слицијум диоксида, добијају се конвенционална диелектрична врата, која дозвољавају сличне перфомансе уређаја али са дебљим изолатором врата, чиме се избегава цурење. Смањење у цурењу енергије коришћењем новог материјала и система дизајна је важан за одржавање квалитета CMOS.

## Аналогни CMOS
Поред дигиталних апликација, CMOS технологија се такође користи у аналогним апликацијама. На пример, постоји CMOS операциони појачавач интегрисаних кола (ICs), који је доступан на тржишту. Трансмисиона врата могу да се користе уместо релејних сигнала. CMOS технологија се такође широко користи за радио фрекветна (RF) кола све до микроталасних пећи, у мешовитим сигналним (аналогни + дигитални) апликацијама.

## Температурни опсег
Конвенционални CMOS уређаји раде у распону од -55 °C до +125 °C. Било је теоретских индикација августа 2008. године да ће силиконски CMOS радити на -233 °C (40 К). Функционисање на температурама близу 40К је до сада постигнуто коришћењем оверклокованим AMD Phenom II процесором са комбинацијом течног азота и течног хелијума за хлађење.

## Једно-електронски CMOS транзистор
Ултра мали (L=20 nm, W=20 nm) CMOS транзистори постижу једноелектронски лимит када раде на веома ниским температурама, у распону од -269 °C (4 K) до -258 °C (15 K). Транзистор показује Coulomb блокаду због прогресивног пуњења једним по једним електроном. Број електрона затворен у каналу се преноси услед напона на вратима, стартујући пуњење од нула електрона, а онда може да се јави скуп од једног или више електрона.